# Žućkastozeleni žednjak
Žućkastozeleni žednjak (lat. Petrosedum ochroleucum, sin. Sedum ochroleucum), biljna vrsta nekada uključivana u rod žednjaka (Sedum), danas u Petrosedum, porodica tustikovki ili žednjakovki.
Vrsta je raširena u Francuskoj, Švicarskoj, Apeninski i Balkanski poluotok. U Hrvatskoj raste od Istre do Konavala.
Trajnica je čija je stabljika pri dnu odrvenjela, a naraste od 15 do 40cm visine. Cvjetovi su dvospolni, sukulent. na otoku Sicilija opisana je podvrsta P. ochroleucum subsp. mediterraneum.